# Johan Toonstra
Johan Toonstra (10 december 1950) is een voormalige Nederlandse voetballer die in Friesland opgroeide en bij sc Heerenveen en Roda JC speelde. Hij begon zijn voetballoopbaan bij het destijds in de eerste divisie uitkomende SC Heerenveen waar hij zich door zijn vele doelpunten in de kijker speelde bij clubs uit de hoogste Nederlandse en Belgische klasse. Hij koos uiteindelijk voor een overgang naar Roda JC omdat hij daar dicht bij (in Heerlen) zijn werk bij de rijksbelasting kon voortzetten.

## Loopbaan
| Seizoen | Club          | Wedstrijden | Doelpunten |
| ------- | ------------- | ----------- | ---------- |
| 1972/73 | SC Heerenveen | 26          | 3          |
| 1973/74 | SC Heerenveen | 8           | 4          |
| 1974/75 | SC Heerenveen | 35          | 16         |
| 1975/76 | Roda JC       | 22          | 3          |
| 1976/77 | Roda JC       | 29          | 9          |
| 1977/78 | Roda JC       | 26          | 4          |
| 1978/79 | Roda JC       | 23          | 3          |